# かえで忍法帳
『かえで忍法帳』（かえでにんぽうちょう）は、なかの弥生作画・芳村杏原作による日本の漫画作品。
『なかよし』（講談社）にて1995年6月号から同年11月号まで連載された。全6話。単行本は同社の講談社コミックスなかよしより全1巻が刊行された。

## 書誌情報
- なかの弥生・芳村杏 『かえで忍法帳』 講談社〈講談社コミックスなかよし〉、1996年3月6日第1刷発行、ISBN 4-06-178827-2